# Valentine Benoît d'Entrevaux
Valentine Benoît d'Entrevaux est une autrice et romancière de langue française, née le 12 septembre 1889 au château d'Entrevaux, à Saint-Priest, en Ardèche, morte le 24 mai 1956 à Saint-Priest.
Elle a également écrit sous les pseudonymes de Éric de Cys et de J. de Cheylus.

## Biographie

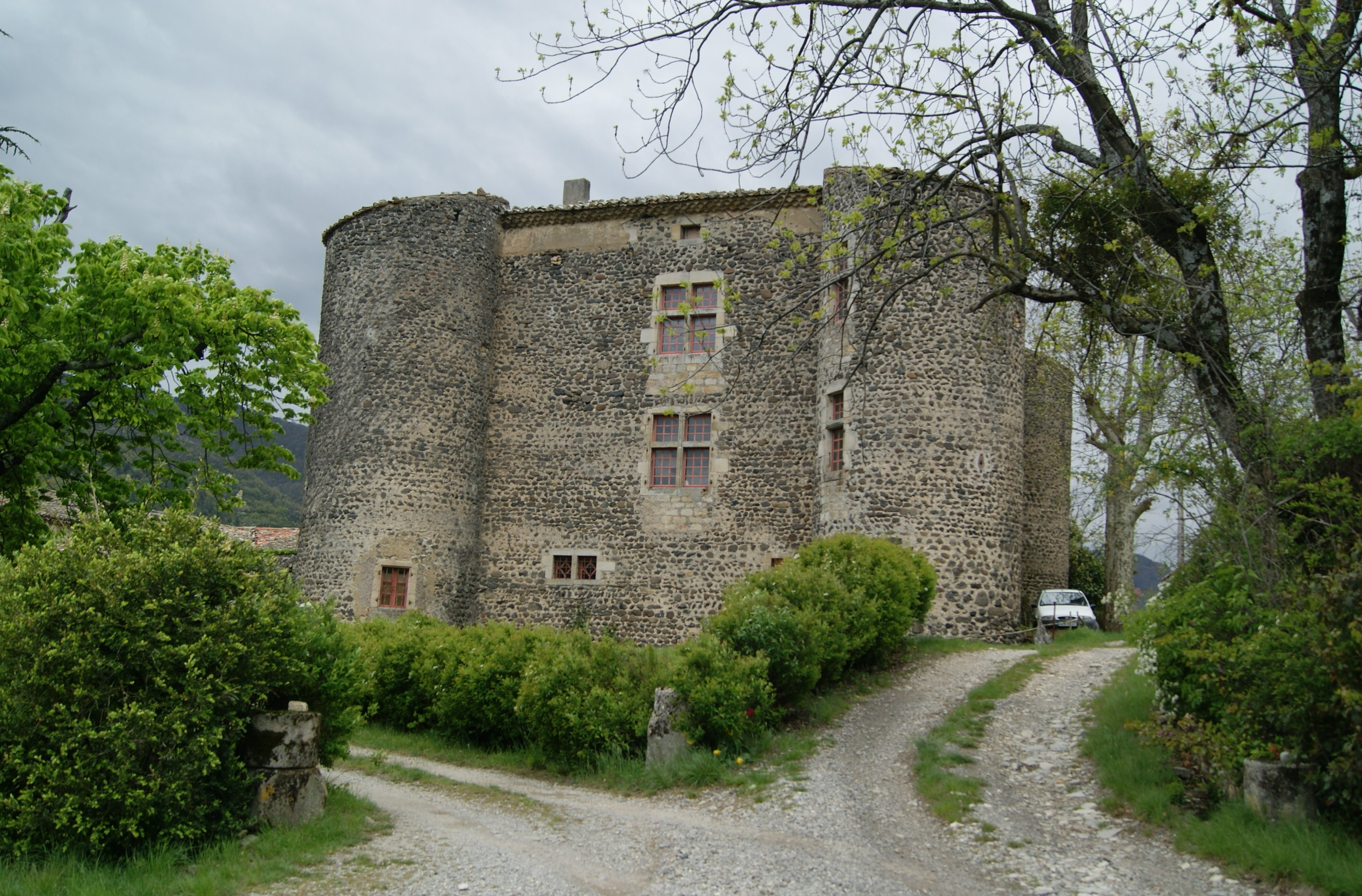
Le château d'Entrevaux

Valentine Benoît d'Entrevaux est née dans une famille d'ancienne bourgeoisie originaire du Vivarais. Elle est la petite-fille de Philippe Michel Benoît d'Entrevaux (1821-1875), avocat, et la fille de Philippe Auguste Benoît d'Entrevaux (1855-1916) et de Louise Guéraud (1866- ?) propriétaires du château d'Entrevaux à Saint-Priest.